# Actualidades (revista)

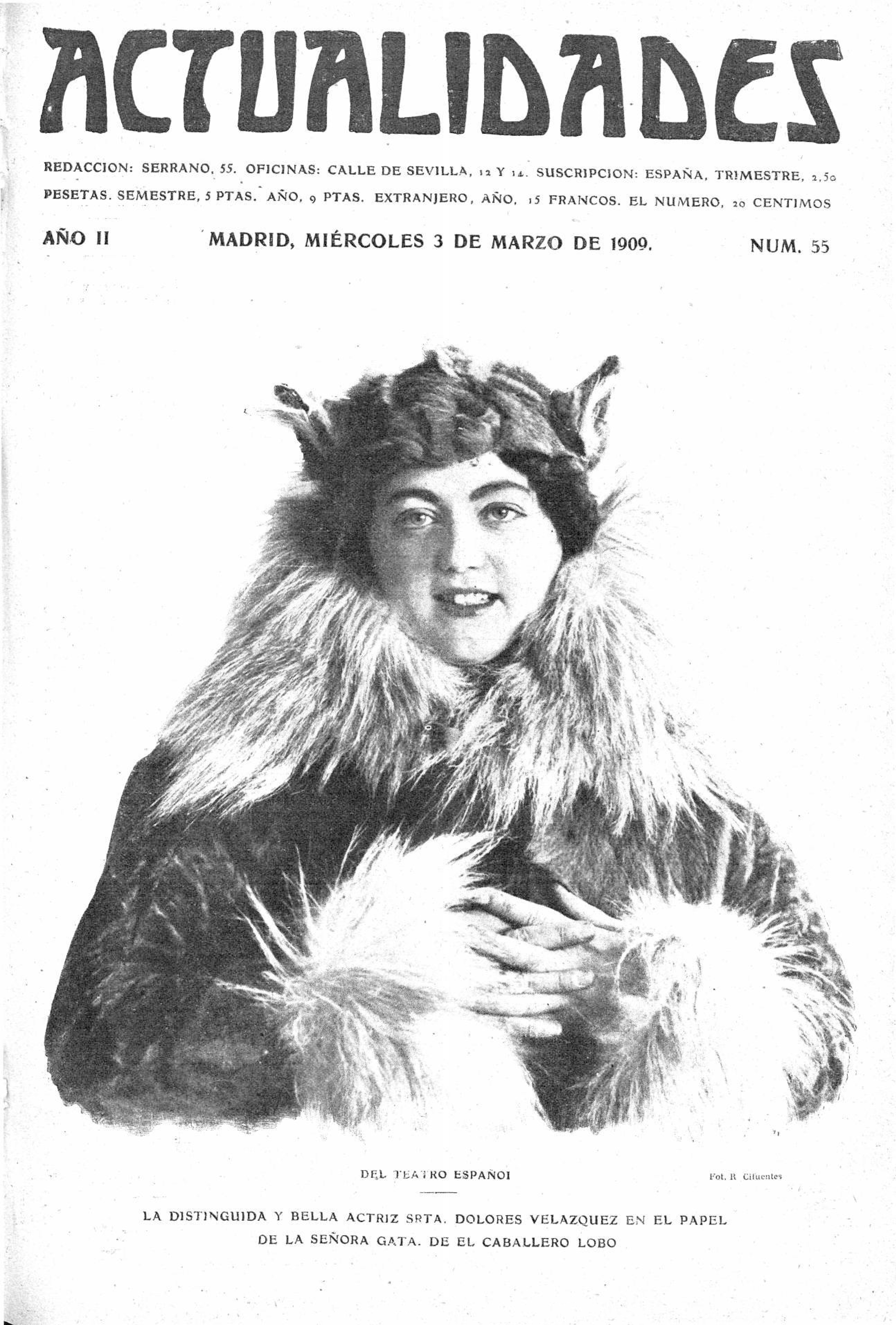
La actriz Dolores Velázquez en el papel de la señora Gata de "El caballero lobo". Portada de la revista Actualidades, año II, núm. 55 (3 de marzo de 1909).

Actualidades fue el título de al menos tres revistas ilustradas publicadas en Madrid a finales del siglo XIX y comienzos del siglo XX.

## Actualidades(1893-1894)
Fue una publicación semestral de corta duración, de solo tres números, editada en Madrid en la Imprenta de la Revista de Navegación y Comercio. Su contenido consistía en un extenso resumen comentado de la situación política y noticias culturales, etc., acompañadas de ilustraciones de grabados y fotografías.

## Actualidades(1901-1903)
Fue una revista semanal fundada por Andrés Rodríguez y editada en la Imprenta de Ambrosio Pérez. Consistía de pocas páginas con abundantes ilustraciones, en su mayoría a base de fotografías, y de información cultural y de crónica social sin contenido político.

## Actualidades(1908-1910)
Fue un semanario considerado el prototipo del fotoperiodismo español de principios del siglo XX. A partir de junio de 1910, la editorial Prensa Española, que ya publicaba siete títulos en total (ABC, Blanco y Negro, Actualidades, Los Toros, Gente Menuda y Gedeón), lo incorpora a la revista Blanco y Negro.